# Vanduzea punctipennis
Vanduzea punctipennis är en insektsart som beskrevs av William D. Funkhouser. Vanduzea punctipennis ingår i släktet Vanduzea och familjen hornstritar. Inga underarter finns listade i Catalogue of Life.